# Callionima nomius
Callionima nomius, popularmente conhecida como mariposa-esfinge, é uma espécie de artrópode lepidóptero, mais especificamente de mariposa, pertencente à família dos esfingídeos (Sphingidae). Tem ampla distribuição ao longo da América do Norte (México), América Central e América do Sul.

## Taxonomia e sistemática
Callionima nomius foi originalmente descrita por Francis Walker em 1856. Foi transferida ao gênero Hemeroplanes por Charles Rothschild e Karl Jordan em 1903 e depois transferida ao gênero Callionima por Hodges, em 1971.

## Descrição
Callionima nomius apresenta maior semelhança com Callionima parce e Callionima falcifera falcifera, mas pode ser diferenciada pela margem externa da asa anterior, que é mais reta, levando a um ápice agudo, porém não falcado. A linha apical é estreita, reta (não curva) e pálida, estendendo-se para dentro a partir do ápice até a veia M2, posicionada significativamente mais próxima da mancha de lúnulas marrom-claras do que da margem externa da asa. A margem externa é apenas levemente convexa. Na genitália masculina, o unco é achatado e dividido em quatro lobos, sendo os dois medianos longos e delgados, enquanto os laterais são triangulares e curtos. O gnatos possui dois processos finos e curvados para dentro, voltados um em direção ao outro. A harpe termina em um processo delgado, curvo e de ponta obtusa, e a valva apresenta espinhos na margem ventral próximos à harpe. O edeago não possui armadura externa. A larva é levemente achatada dorsoventralmente e não apresenta projeção dorsal no oitavo segmento abdominal. A cabeça e o primeiro segmento torácico são esbranquiçados, com manchas pretas distintas. Os demais segmentos torácicos e abdominais possuem coloração marrom-esverdeada, com manchas pretas e salpicados por pequenas pontuações brancas. A região ventral é esbranquiçada.

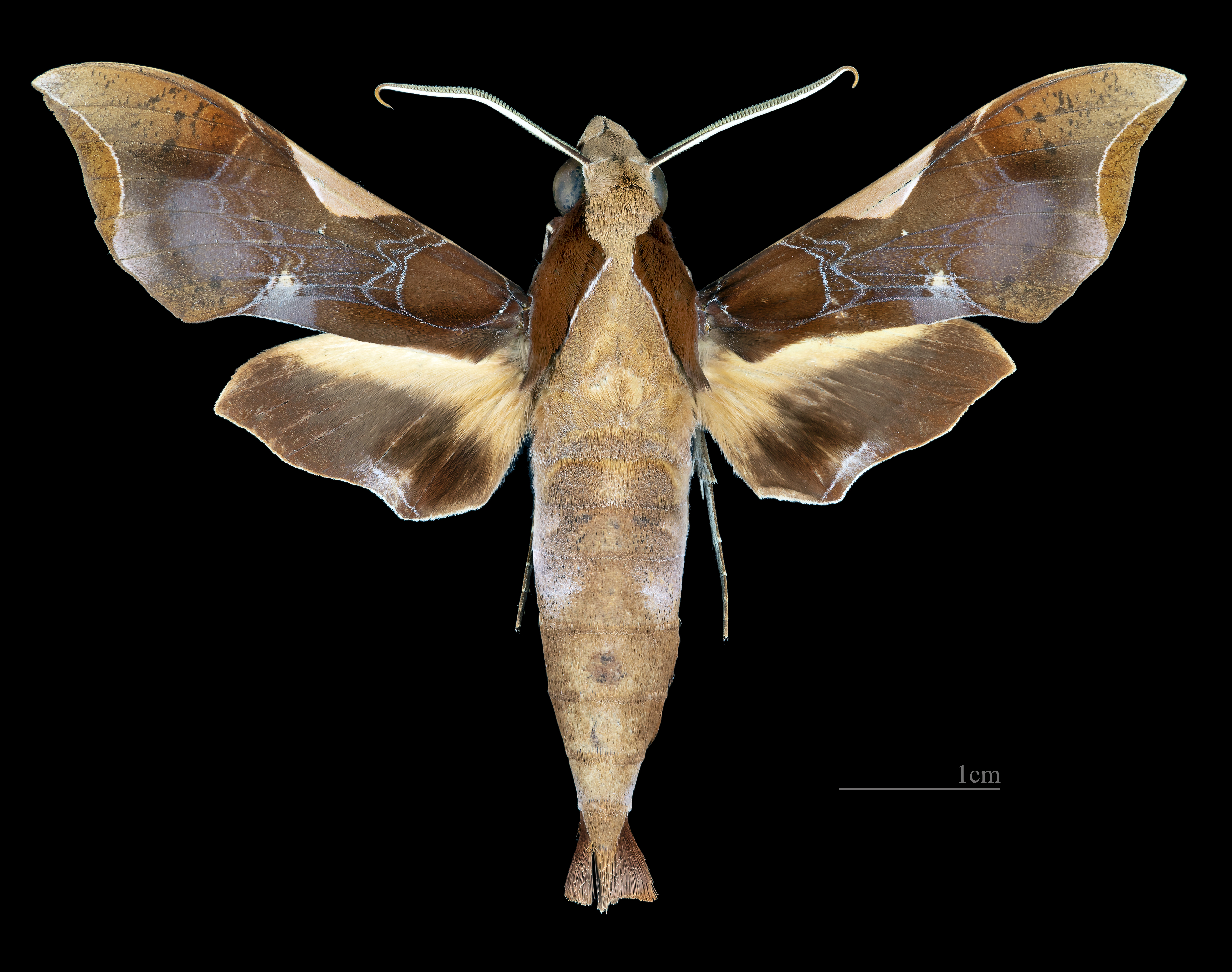
Macho, lado dorsal
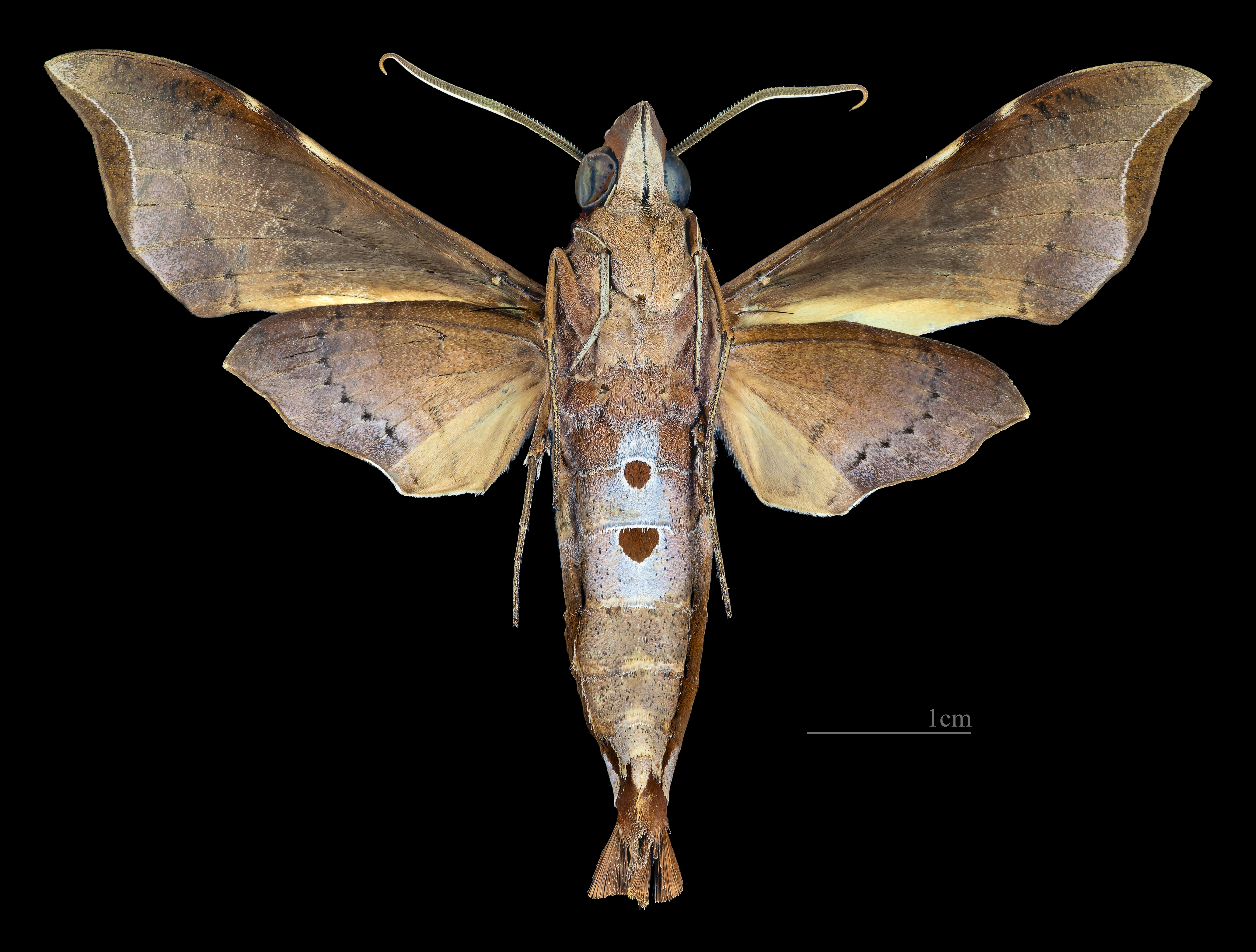
Macho, lado ventral
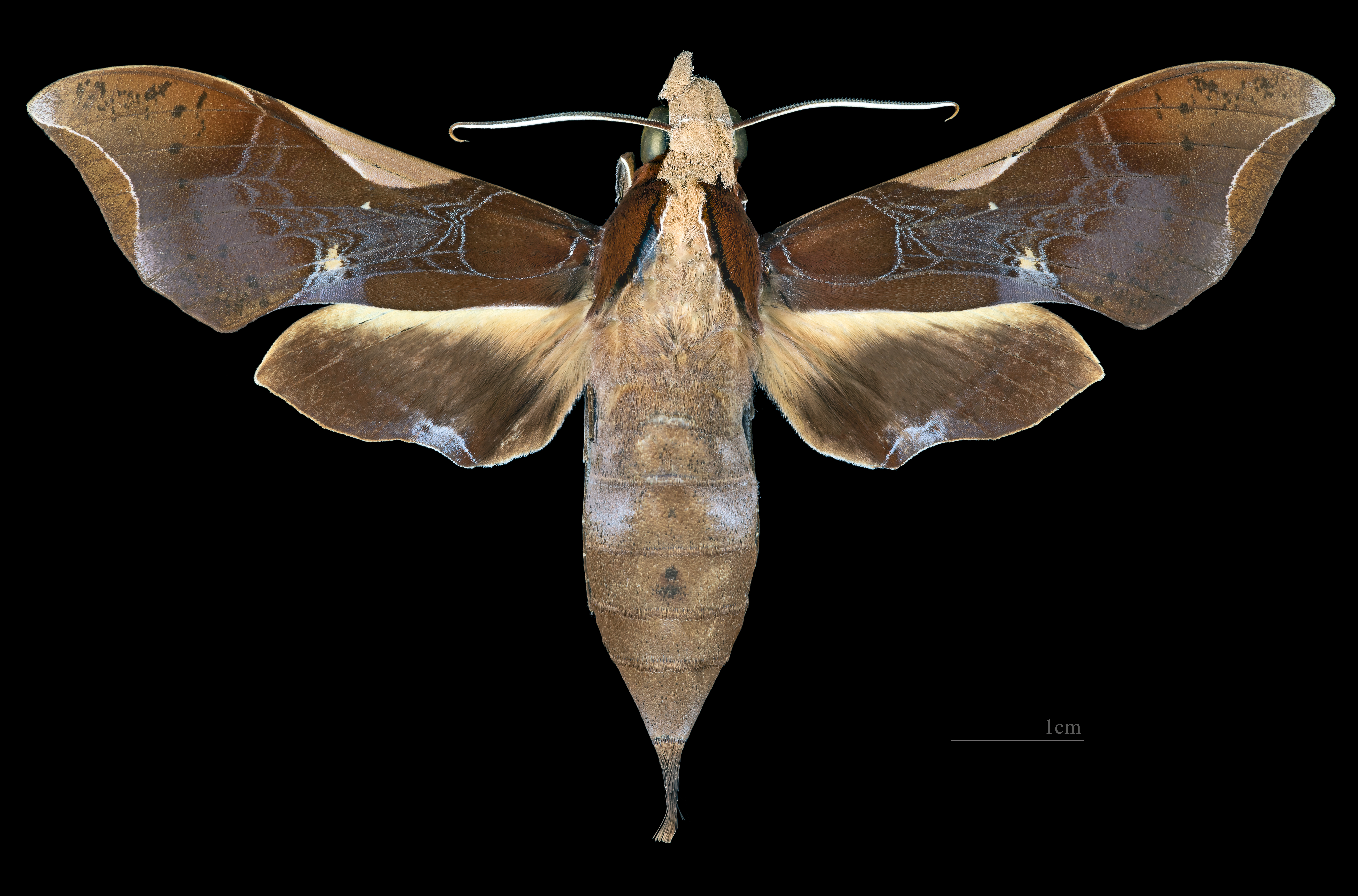
Fêmea, lado dorsal
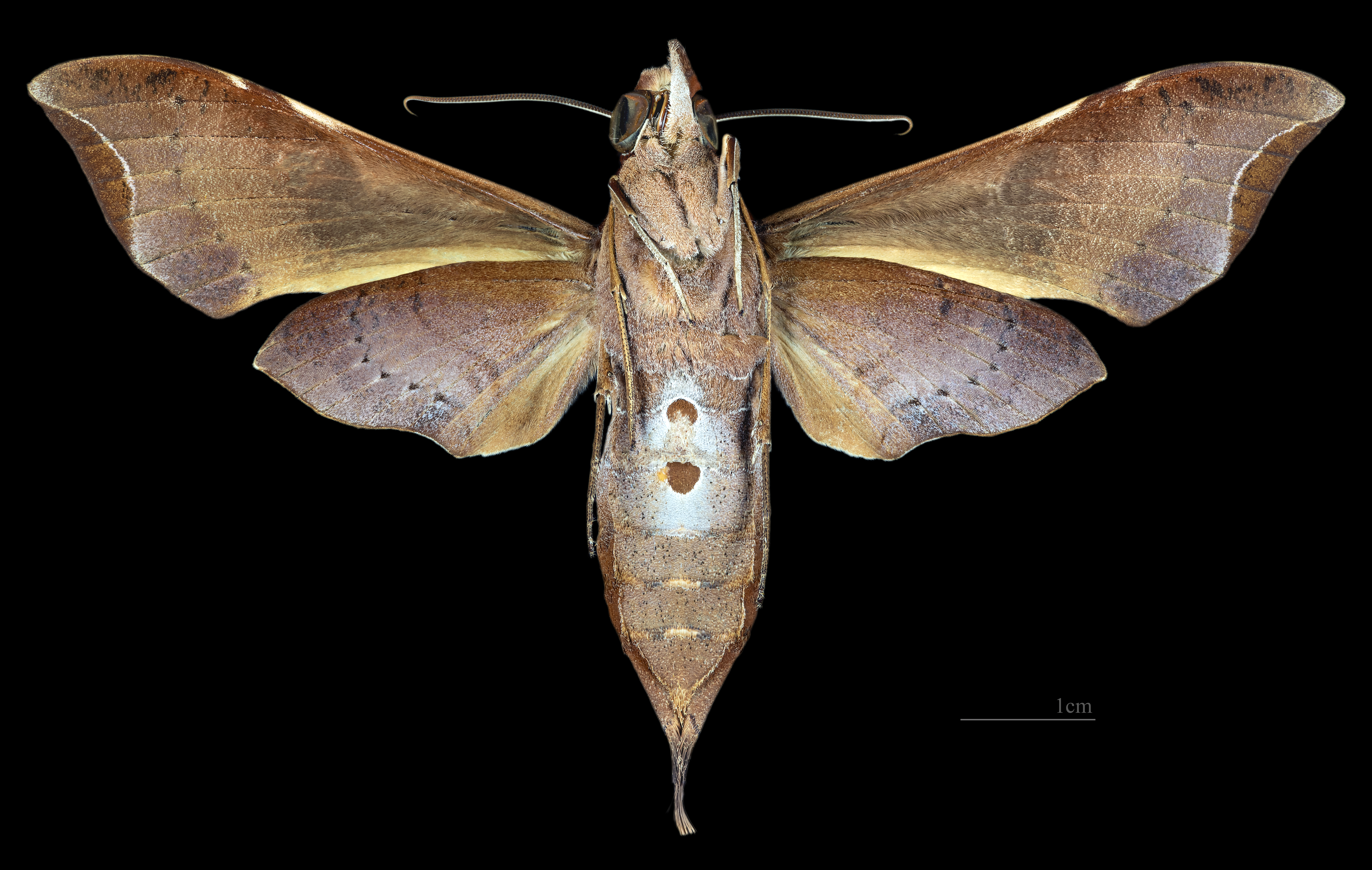
Fêmea, lado ventral

## Distribuição e habitat
Callionima nomius ocorre desde o México; Belize, nos distritos de Cayo e Stann Creek; Guatemala; Honduras; Nicarágua, no departamento de Rio São João; Costa Rica, nas províncias de Puntarenas, Guanacaste, Alajuela, Heredia e São José; Panamá; Colômbia, no departamento de Cauca, na ilha de Górgona; no noroeste e leste da Venezuela, nos estados de Aragua, Bolívar, Carabobo, Distrito Federal, Lara e Táchira; Peru, na região de Junín; Bolívia, nos departamentos de La Paz (750 metros) e Santa Cruz; e Argentina, na província de Missões (158 metros). No Brasil, está presente nos estados do Acre, Alagoas, Amapá, Amazonas, Bahia, Ceará, Espírito Santo, Goiás (Alto Paraíso de Goiás, Formosa e Pirenópolis), Maranhão, Mato Grosso, Mato Grosso do Sul, Minas Gerais (Uberlândia), Paraná, Paraíba, Pará, Pernambuco, Piauí, Rio Grande do Norte, Rio Grande do Sul, Rio de Janeiro, Rondônia, Roraima, Santa Catarina, Sergipe, São Paulo, Tocantins e Distrito Federal (Brasília). Em termos hidrográficos, é encontrada nas sub-bacias do Araguaia, do Doce, do Iguaçu, do litoral de Alagoas, Pernambuco, Paraíba, Rio de Janeiro, Rio Grande do Sul, São Paulo, Paraná e Santa Catarina, do Madeira, do Negro, do Paranaíba, do Paraíba do Sul, do Purus, do Médio São Francisco, do Tapajós, do Tietê, do Alto e Baixo Tocantins, do Trombetas, do Médio Uruguai e do Xingu.

## Ecologia

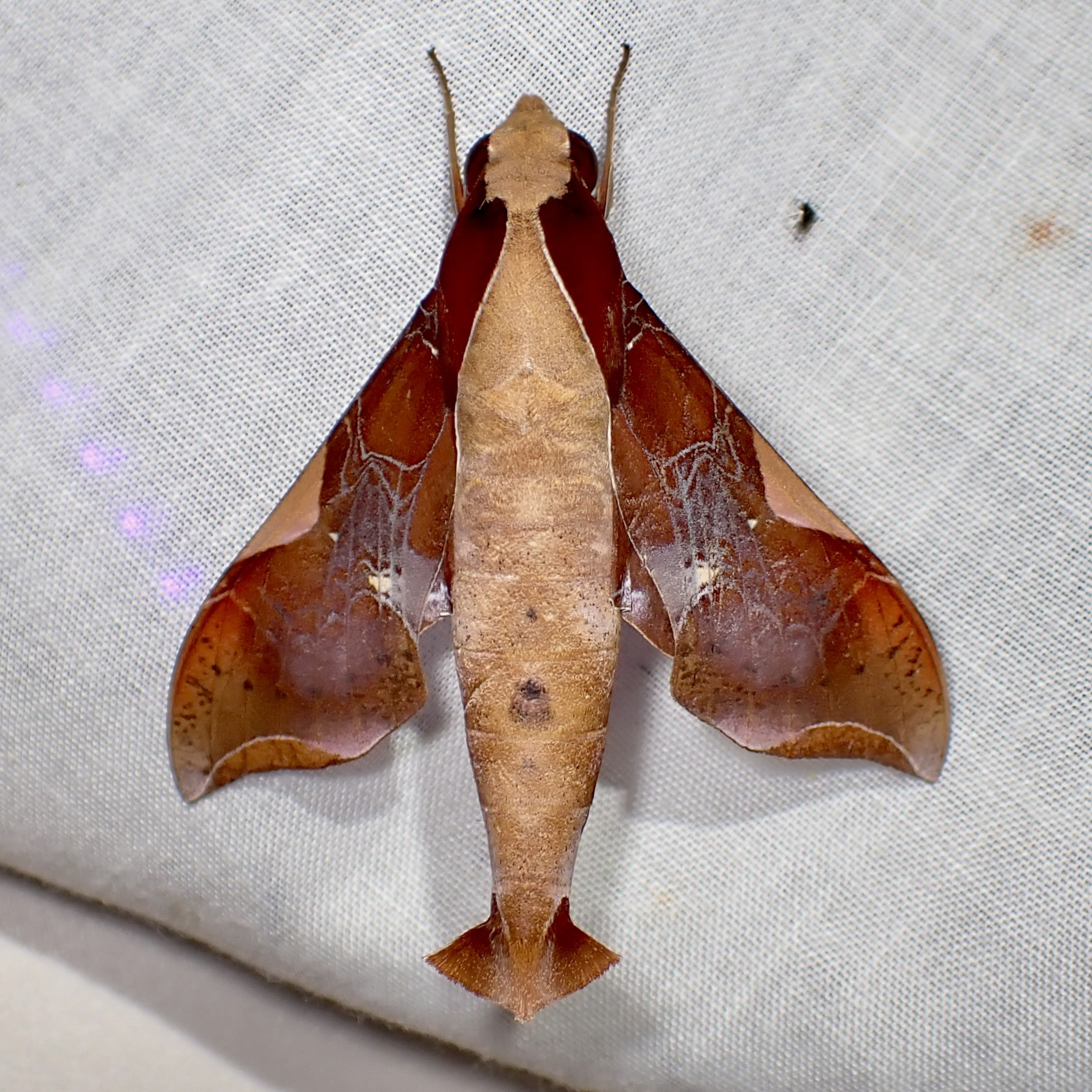
Indivíduo avistado em Santa Marta, na Colômbia

Adultos de Callionima nomius apresentam voo contínuo ao longo do ano, com registros de captura em todos os meses na Costa Rica, possivelmente com exceção de março. Um registro notável é o de um exemplar (dorso e verso) fotografado por Humberto Calero Mejía em 3 de junho de 2011 na ilha de Górgona, Cauca, Colômbia. Os adultos emergem de pupas formadas em casulos frágeis entre a serapilheira. As fêmeas costumam ser ativas entre 22h00 e 2h00, enquanto os machos voam predominantemente entre 23h00 e 2h30. A atração entre os sexos é mediada por um feromônio liberado por uma glândula localizada na extremidade do abdômen das fêmeas. Ambos os sexos se alimentam de néctar em flores, incluindo Nicotiana forgetiana. Na Mata Atlântica foram observados visitando flores de Ageratum conyzoides, Vernonanthura sp. (asteráceas), Crotalaria sp., Desmodium sp., Inga sessilis, Machaerium sp. (fabáceas), Aegiphila sp. (lamiáceas), Posoqueria latifolia, Psychotria sp. (rubiáceas). Machos são frequentemente atraídos por luzes artificiais, ao contrário das fêmeas, que raramente são capturadas dessa forma. As larvas provavelmente se alimentam de plantas da família das apocináceas, como Aspidosperma macrocarpa e Aspidosperma macrocarpon.

## Conservação
Em 2018, Callionima nomius foi classificada como pouco preocupante (LC) no Livro Vermelho da Fauna Brasileira Ameaçada de Extinção do Instituto Chico Mendes de Conservação da Biodiversidade (ICMBio). As principais ameaças à espécie incluem culturas anuais, silvicultura e pecuária nos biomas do Cerrado e do Pampa; expansão urbana e poluição luminosa na Mata Atlântica; além de queimadas não planejadas e não autorizadas nos biomas onde ocorre. No entanto, essas pressões não foram consideradas significativas a ponto de colocar a espécie em risco de extinção em um futuro próximo. Em sua área de distribuição, ocorre em algumas áreas de conservação: a Área de Proteção Ambiental de Petrópolis (APA Petrópolis), a Estação Ecológica de Maracá (ESEC Maracá), o Parque Nacional da Chapada dos Veadeiros (PARNA Chapada dos Veadeiros), o Parque Nacional da Serra dos Órgãos (PARNA Serra dos Órgãos), o Parque Nacional do Jaú (PARNA Jaú), o Parque Nacional da Serra do Pardo (PARNA Serra do Pardo), a Reserva Biológica do Gurupi (Rebio Gurupi), a Área de Proteção Ambiental de Jundiaí (APA Jundiaí), a Área de Proteção Ambiental do Rio Verde (APA Rio Verde), o Parque Estadual da Serra do Mar (PE Serra do Mar), o Parque Estadual dos Pirineus (PE Pirineus), o Parque Estadual Intervales (PE Intervales), a Reserva Particular do Patrimônio Natural Fazenda Limeira (RPPN Fazenda Limeira), a Reserva Particular do Patrimônio Natural Fazenda Suspiro (RPPN Fazenda Suspiro), a Reserva Particular do Patrimônio Natural Frei Caneca (RPPN Frei Caneca), a Reserva Particular do Patrimônio Natural Reserva Ecológica do Panga (RPPN Reserva Ecológica do Panga), a Reserva Particular do Patrimônio Natural Sítio do Bananal (RPPN Sítio do Bananal), a Terra Indígena Alto Rio Negro (TI Alto Rio Negro), a Terra Indígena Las Casas (TI Las Casas), a Terra Indígena Raposa Serra do Sol (TI Raposa Serra do Sol) e a Terra Indígena Tubarão-Latundê (TI Tubarão-Latundê).